# Манто, Иван Матвеевич
Иван Матвеевич Манто (24 декабря 1830 (юлианский календарь) — 30 марта 1902 года, Севастополь) — контр-адмирал Российского Императорского флота. Участник Синопского сражения, обороны Севастополя и взятия укреплений Новороссийска.

## Биография
Иван Матвеевич родился в дворянской семье Матвея Афанасьевича и Софии Александровны.
Начал состоять при Черноморском флоте с 13 сентября 1849 года в чине юнкера. С 1852 года обучался в школе флотских юнкеров. Произведён в чин мичмана 6 мая 1853 года. Во время морской практики крейсировал в Чёрном море на бриге «Эней» у восточных берегов.
Во время Крымской войны на корабле «Императрица Мария» участвовал в Синопском сражении. За отличие в сражении был произведён в лейтенанты, и по личному представлению П. С. Нахимов «за быстрое выполнение обязанностей и отличное присутствие духа» награждён орденом Святой Анны IV степени с надписью «За храбрость».
В 1854 году служил на корвете «Калипсо» в составе эскадры защиты Севастопольского рейда.

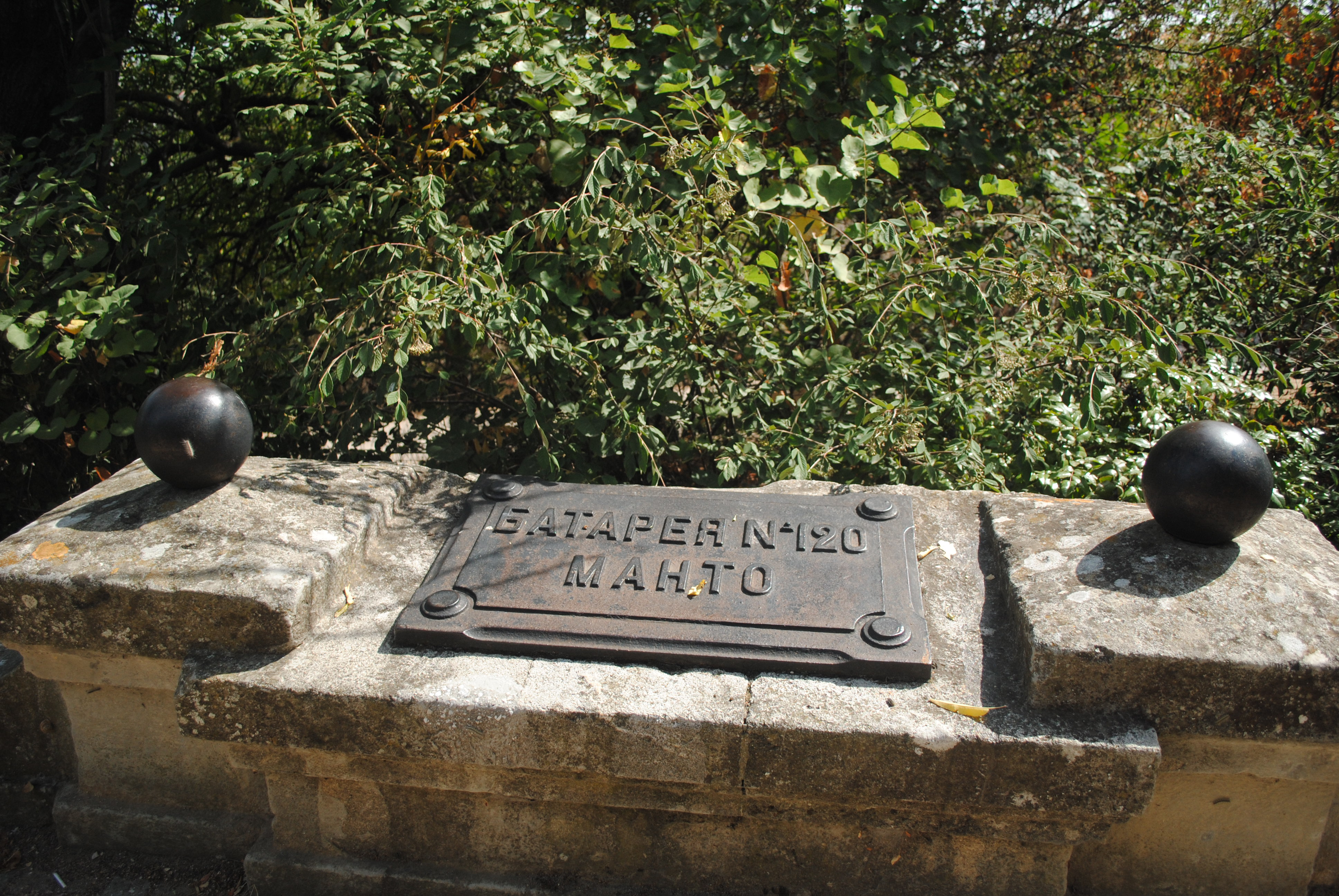
Памятное место батареи № 120 Манто: бульвар Исторический, Ленинский район, Севастополь

13 сентября 1854 года назначен командиром батареи № 35, а затем батареи № 120 4-го бастиона. Во время обороны Севастополя был ранен в руку 28 июня 1855 года, а 12 июля контужен в голову. За отличие при обороне был награждён орденами Святой Анны III степени с мечами и Святого Станислава II степени с мечами.
В 1858 и 1859 годах Иван Матвеевич служил на корвете «Рысь» и крейсировал в Чёрном море у восточного побережья. В 1859 году награждён орденом Святого Владимира IV степени с мечами «за истребление контрабандной торговли» в устье реки Кукан и взятие укреплений Новороссийска.
В 1859 году Иван Матвеевич переведён с Черноморского флота на Балтийский флот, где продолжил службу на корабле «Вола».
В 1860—1862 годах определён на фрегат «Громобой» в эскадру Средиземного моря. В 1862 году переведён на Черноморский флот в 3-й сводный флотский экипаж с назначением в Николаев.
1 января 1863 года с производством в капитан-лейтенанты назначен командиром на корвет «Вепрь».
С 1864 года по 1867 год командовал транспортом «Килия» в Чёрном море и у берегов Абхазии. В 1864 году награждён орденом Святой Анны II степени с мечами за высадку десанта у Константиновского мыса. В 1866 году Ивану Матвеевичу пожалован крест «За службу на Кавказе».
С 1867 года по 1869 год командовал винтовой шхуной «Дон» в Азовском и Чёрном морях, а также у берегов Кавказа, в 1870 году назначен командовать пароходом «Чатырдаг».
1 января 1871 года Иван Матвеевич произведён в чин капитана 2-го ранга. Далее в Азовском и Чёрном морях командовал пароходом «Прут» 1872 года.
В 1873 году зачислен в 1-й Черноморский флотский Его Императорского Высочества генерал-адмирала экипаж.

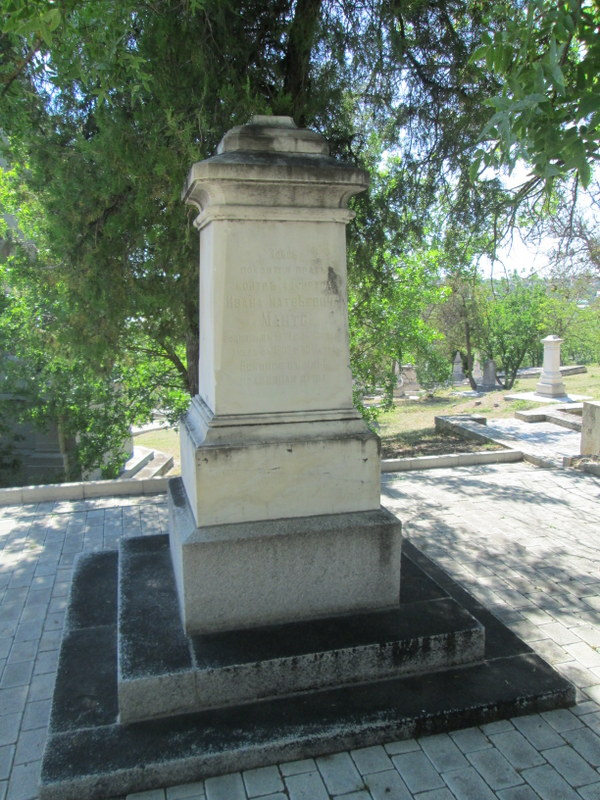
Могила И. М. Манто

1 января 1875 года произведён в капитаны 1-го ранга.
В 1879 году награждён орденом Святого Владимира III степени.
10 октября 1883 года в Севастополе назначен начальником плавучей тюрьмы морского ведомства и возглавлял «Синопский обед» — ежегодная торжественная встреча в Морском собрании на площади Нахимова командования флота и представителей городского самоуправления посвящённая Синопскому сражению, 18 ноября.
В 1885 году назначен командиром корвета «Сокол», а 30 июля И. М. Манто произведён в контр-адмиралы и уволен в отставку.
Иван Матвеевич скончался в возрасте 71 года в Севастополе 30 марта 1902 года. Похоронен на Братском кладбище в Севастополе.
Могила Евгения Михайловича Бульмеринга ОКН России регионального значения  Объект культурного наследия народов РФ регионального значения. Рег. № 921711261790005 (ЕГРОКН).

## Семья
Иван Матвеевич был женат на Анне Егоровне. В браке родились три дочери
- Анна (1869—1924), вышла замуж за генерал-майора по адмиралтейству Г. П. Шумова
- Надежда (1876—1970), вышла замуж за капитана 2-го ранга К. К. Жандра
- Елизавета (1874 — до 1957), вышла замуж за офицера флота Н. Е. Заводова

## Память
К 50-летию Крымской войны батарея № 120 получила памятное обозначение «Манто» и установлена мемориальная табличка.